# Josip Giuseppe Modrić
Josip Giuseppe Modrić
(aktivan od 1881. do drugog desetljeća 20. stoljeća) pisac knjiga putopisa o različitim zemljama i krajevima (Rusija, Dalmacija) i povijesnog romana o bribirskim Šubićima, sve na talijanskom jeziku. Istovremeno objavljuje i poneko djelo i na hrvatskom: pjesme, članke. 
Jedno vrijeme krajem 19. stoljeća živio u Benkovcu. Modrića kuća u Benkovcu bila blizu općine i Novakovića mlinice. Bila na dva kata, uskih prozora i vrata s kamenim pragovima, a na kraju kuće na zapadu bio je volt-portun kroz koji se ulazilo u dvorište. To je kasnije preuređeno u radionicu. Modrići su tu imali i vrt. Zna da su kuću od njih 1919. – 1920. kupili Pupovci iz Perušića. Zna se također da su bili u sporu s Novakovićima oko puta, valjda zato što su Novakovići, kao jedni od tadašnjih moćnika u gradu, podigli nivo ceste pred svojom i Modrićevom kućom, što ovim drugima nije nikako odgovaralo.